# Cauca
Denna artikel handlar om departementet Cauca. Se även Caucafloden.
Cauca är ett av Colombias departement och är beläget i den sydvästra delen av landet. Administrativ huvudort och största stad är Popayán.

## Kommuner i Cauca
1. Almaguer
2. Argelia
3. Balboa
4. Bolívar
5. Buenos Aires
6. Cajibío
7. Caldono
8. Caloto
9. Corinto
10. El Tambo
11. Florencia
12. Guachene
13. Guapi
14. Inzá
15. Jambaló
16. La Sierra
17. La Vega
18. López de Micay
19. Mercaderes
20. Miranda
21. Morales
22. Padilla
23. Páez
24. Patía
25. Piamonte
26. Piendamó
27. Popayán
28. Puerto Tejada
29. Puracé
30. Rosas
31. San Sebastián
32. Santander de Quilichao
33. Santa Rosa
34. Silvia
35. Sotará
36. Suárez
37. Sucre
38. Timbío
39. Timbiquí
40. Toribío
41. Totoró
42. Villa Rica